# すっくと狐
『すっくと狐』（すっくときつね）は、吉川うたたによる日本の漫画作品。『ホラーM』（ぶんか社）にて不定期に掲載されていた。同誌の休刊後は『デジタルホラーミステリー』（同社）にて発表された。
2025年、『すっくと狐 辰狐奇譚』が『Nemuki+』（朝日新聞出版）にて同年3月号より連載されている。

## あらすじ
舞台は妖怪が集まりやすい異形の土地。ひのえんま（丙午）生まれの女子高校生・松下実花（まつしたじっか）は、ある日学校近くの神社に住む稲荷神・唱（となう）と出会い、共に鳥居を飛び越える。そのおかげで唱は力を取り戻したが、実花は日々妖怪から付け狙われることに……

## 登場人物

### 主要人物
松下 実花（まつした じっか）
主人公。丙午（ひのえんま）生まれの女子高校生。女子サッカー部キャプテン。ボーイッシュで男勝りだが、誰にでも好かれる真っ直ぐで明るい性格（特に同性からの人気が高い）。その生まれ年故か、狐や妖怪にもやたらと好かれる。唱とは紆余曲折を経て相思相愛となり、結婚。次世代編では双子の子供、将と霧江が生まれている。
松下 将（まつした たすく）
次世代編から登場。実花と唱の子供で男の子。霧江の双子の兄。母親似。
松下 霧江（まつした きりえ）
次世代編から登場。実花と唱の子供で女の子。将の双子の妹。父親似。

上杉 弓弦（うえすぎ ゆづる）
実花のクラスメイトで親友。子供の頃から妖怪が見える霊感体質のため、周りから孤立していたが、自分を真っ直ぐに受け入れてくれる実花と出会い、吹っ切ることが出来た。そのため、実花に対する思いは人一倍である。普段はおしとやかな美人だが、実花のこととなると気の強い一面を覗かせる。弓道部所属で、時に妖怪退治にその腕を振るう。次第に草太と接近し、次世代編では結婚。
中森 草太（なかもり そうた）
実花のクラスメイトで、幼馴染。実花や弓弦ほどではないにしても、妖怪の気配には敏感で、度々騒動に巻き込まれる。唱の事は最初は胡散臭そうな目で見ていたが、後には弓弦と共に、唱と実花の数少ない理解者となった。当初は実花の相手役かと思われたが、次第に弓弦と接近、次世代編で結婚している。
榊 みか（さかき みか）
実花のクラスメイト。数珠掛神社の宮司の娘。

### 狐（稲荷神）
唱（となう）
「七ツ森神社」の稲荷神。「外つ国」（とつくに、中国あたりと思われる）出身の玄狐（げんこ / シュアンフー）で、妖怪（狐）と人間の女性とのハーフ。長い間力を失っていたが、実花と出会い、共に鳥居を飛び越えて復活。町に跋扈する妖怪たちと戦う。当初は妖怪退治のためには周りの人間のことを考えない、やや乱暴な性格で、実花と衝突することもあったが、紆余曲折を経て相思相愛になる。復活後の力は仲間内でもかなり強く、妖怪たちからも恐れられている。実花と出会うよりかなり昔に、恋人を2人失っているらしい（内1人は異母兄である銀狐の許婚）。
右近、左近（うこん、さこん）
唱の眷属。唱の手足となって、実花たちを守る。
叶（かのう）
「数珠掛神社」の稲荷神。数珠掛（じゅずかけきつね）。唱とは古くからの付き合いで、軽口を叩き合う仲である。軽いノリのお調子者であるが、根は意外と純情。やるべき時はやる性格である。実花のことを気に入っており、唱がいなければ放っておかない、と発言したこともある。
与（あとう）
「夜ノ森神社」の稲荷神。白狐（びゃっこ）。稲荷神ではあるが、人間を身勝手な生き物と見なして嫌っており、当初は嫌味な敵役として登場。姉の小刑部姫を相手にしようとしない唱のことも嫌っており、実花をかなり危険な目に合わせたが、妖怪たちとの戦いの中で一応は味方となった。唱や叶に比べてまだ若いらしく、時に子供扱いされる。
小刑部姫（おさかべひめ）
与の姉。唱のことを密かに慕っており、実花に嫉妬している。そのため、当初は弟と共に敵役として登場し、実花や弓弦を何度も危険な目に合わせたが、実花と唱の絆の深さの前に身を引く。
篝（かがり）
政宗（まさむね）

### 人間
実花の両親
弓弦の母親
みかの父親
数珠掛神社に新しく来た宮司。
一江（かずえ）
実花のクラスメイト。
エリ
実花のクラスメイト。水鬼に殺された。
京子（きょうこ）
槐（えんじゅ）
密教の術者。死の病で余命幾ばくもなく、不老長寿の力を得るため、狐狩りを行った。唱の動きを封じる程の法力の持ち主。実花を口説いたりする陽気さと、平然と人殺しを行う残忍さの2面性を併せ持つ。
小枝（さえ）

### 妖怪
水鬼（すいき）
水の妖。鳥居を超える為に来た。その際、通りかかった人間を溺死させた。だが、鳥居を超える前に唱に倒された。
水虎（すいこ）
小刑部姫にそそのかされ、その1匹が弓弦に取り憑き実花を殺そうした。唱に阻止され、実花が無理やり引き剥がした後に唱に倒された。残りは逃げた。
九十九神（つくもかみ）
学校の倉庫の中にある物が九十九神となり、人間を食らい力を強くしていった。実花に襲い掛かったが、破邪鏡に吸い込まれた。
破邪鏡（はじゃきょう）
鏡の九十九神。磨いてくれた実花を気に入った。
濡女（ぬれおんな）
元生徒で、蛇に惑わされて自殺し、濡女となった。
行逢神

彭候（ほうこう）

人面樹（じんめんじゅ）

白鵺（はくや）
強力な妖怪・鵺（ぬえ）の一人。唱たちが守る人間界と妖怪世界の境である「門」を落とすべく、暗躍した。策略に長け、人間の姿で「巽」（たつみ）と名乗り、実花たちの学校へ潜入、言葉巧みに人間の味方を装って実花たちを惑わせた。
青鵼（せいこ）
鵺の一人。白鵺と共に、「門」を陥とすために暗躍。叶に重傷を負わせ、与の体を乗っ取った。意外と甘いもの好きらしい。
銀狐（ぎんこ / インフー）
「外つ国」からやって来た強力な妖狐で、唱の異母兄。実花たちが住む町に、鬼の町を建設しようと目論んだ。冷酷な性格だが、一族のはぐれ者である唱を引き取ったり、孤児の為終を助けたりと、優しい一面もある。過去に許婚の1人を唱に奪われている。唱にとっては、唯一自分を認めてくれた同族であり、愛憎半ばする存在である。
為終（しおう）
銀狐の側近。「青丘（せいきゅう）の殿」「青丘の狐」と呼ばれる。幼少時、戦いに巻き込まれて孤児となった所を、銀狐に助けられた。「青柳（あおやぎ）先生」と名乗り、実花たちの学校へ潜入、銀狐の計画実現のために暗躍。唱の髪を切り落としたり、叶や与を一蹴したりと、かなり強力な妖力を持つ。実花のことを気に入っており、最後は実花を庇って命を落とした。
猫頭鳥（マオトウニャオ）
頭が猫で体は鳥の鬼の大好物。鬼に捕まりそうな所を実花に助けられて実花が飼い始めた。だが家では飼えないので唱のお稲荷さんに住んでいる。
水伯（すいはく）
水神。実花が住む町一帯の水源を統べる、水の主であるらしい。横暴を極めた先代の水伯を打ち倒し、生贄を捧げる悪習をやめさせた。女好きで軽そうな優男だが、帰る所を失った生贄の娘たちを、全て妻として面倒を見る心優しい主である。唱とは古い付き合いらしく、実花と唱の仲を祝福した。
相柳（そうりゅう）
中国神話に登場する、九つの人間の頭と蛇の体を持つ妖怪。実花が住む街の地下に眠る地龍を目覚めさせようとした。普段は子供の姿をしているが、性格は残忍。
龍（りゅう）
実花が住む街の地下に眠る地龍。陰の龍で、かなり気性が激しいらしい。相柳たちの暗躍で目覚めかけたが、唱や実花たちの活躍で再び封印された。
伯狼（はくろう）
水巴（みずは）
日女（ひるめ）
飛狼（フェイラン）

## 新すっくと狐
当初は「次世代編」としてはじまりコミックスでは「すっくと狐 次世代編」となっているが、ネット書籍では「新すっくと狐」となっている。1巻と最終巻収録の「むかしむかしあるところに」は将と霧江がメイン。他は数珠掛が主人公となる「数珠掛抄録」や唱と実在の人物である「悪源太」こと源義平との交流を描いた物語が中心となる。

## 書誌情報
- 吉川うたた『すっくと狐』ぶんか社〈ぶんか社ホラーMコミックス〉、全14巻
  1. 1996年1月初版発行、ISBN 4-8211-9458-9
  2. 1996年10月初版発行、ISBN 4-8211-9508-9
  3. 1996年11月初版発行、ISBN 4-8211-9518-6
  4. 1997年4月初版発行、ISBN 4-8211-9558-5
  5. 1997年4月初版発行、ISBN 4-8211-9565-8
  6. 1997年7月初版発行、ISBN 4-8211-9585-2
  7. 1997年10月初版発行、ISBN 4-8211-9620-4
  8. 1998年4月初版発行、ISBN 4-8211-9662-X
  9. 1998年11月初版発行、ISBN 4-8211-9714-6
  10. 1999年4月初版発行、ISBN 4-8211-9739-1
  11. 1999年7月初版発行、ISBN 4-8211-9756-1
  12. 2000年3月初版発行、ISBN 4-8211-9811-8
  13. 2000年4月初版発行、ISBN 4-8211-9816-9
  14. 2000年6月初版発行、ISBN 4-8211-9827-4
- 吉川うたた『すっくと狐』朝日ソノラマ〈ソノラマコミック文庫〉、全7巻
  1. 2003年4月初版発行、ISBN 4-257-72203-7
  2. 2003年4月初版発行、ISBN 4-257-72204-5
  3. 2003年5月初版発行、ISBN 4-257-72206-1
  4. 2003年6月初版発行、ISBN 4-257-72209-6
  5. 2003年7月初版発行、ISBN 4-257-72213-4
  6. 2003年8月初版発行、ISBN 4-257-72216-9
  7. 2003年9月初版発行、ISBN 4-257-72218-5
- 吉川うたた『すっくと狐』ぶんか社〈ぶんか社ホラーMコミックス〉、全8巻
  1. 「将と霧江」2004年3月初版発行（3月29日発売[3]）、ISBN 4-8211-8080-4 - 次世代編[要出典]
  2. 「数珠掛抄録」2006年8月初版発行（8月19日発売[4]）、ISBN 4-8211-8334-X - 南の海の数珠掛狐編[4]
  3. 「続数珠掛抄録」2007年8月9日発売[5]、ISBN 978-4-8211-8461-3 - 数珠掛編[要出典]
  4. 「続後数珠掛抄録」2008年3月17日発売[6]、ISBN 978-4-8211-8564-1 - 数珠掛編[6]/西風館（ならいだて）編[要出典]
  5. 「西風館」2009年9月17日発売[7]、ISBN 978-4-8211-8876-5 - 西風館編/読者原作の番外編[要出典]
  6. 「悪源太 一」2010年6月17日発売[8]、ISBN 978-4-8211-7014-2 - 悪源太編[要出典]
  7. 「悪源太 二」2011年5月17日発売[9]、ISBN 978-4-8211-7070-8 - 悪源太編[要出典]
  8. 「悪源太 三」2012年9月15日発売[10]、ISBN 978-4-8211-7210-8 - 悪源太編/次世代編[要出典]